# Cultura de Muxabi
A Cultura de Muxabi ou Cultura muxabiana desenvolveu-se no Vale do Nilo entre 14500-11000 AP e foi considerada como precursora da cultura natufiana, a cultura que segundo evidências arqueológicas desenvolveu os primeiros processos agrícolas conhecidos. Segundo evidências arqueológicas os muxabianos migraram para a região do Levante onde fundiram-se com a Cultura de Queraba: "Os sítios muxabianos do Sinai são interpretados como restos de grupos móveis enxertados fora da região do Nilo, atraídos pela expansão do meio ambiente". Esse argumento é considerado por meio da ocorrência precoce da técnica de microburis no Vale do Nilo: "No entanto, a recente descoberta do uso ainda mais antigo de microburis na bacia de Azraque fundamentalmente enfraquece o argumento, e pode até indicar a difusão desta técnica em outra direção". Fellner acredita que a cultura muxabiana deriva da Cultura de Nizania do Negueve.
A indústria lítica muxabiana é caracterizada por lamelas arqueadas, pontas La Mouilla, lunados heluanianos, triângulos escalenos e truncados produzidos com a técnica microburis; a economia baseia-se, segundo os líticos, em exploração vegetal.

## Fusão muxabiana-queberana
Análises modernas, comparando 24 medidas craniofaciais revelam uma população predominantemente cosmopolita no âmbito do pré-neolítico, neolítico e idade do bronze do Crescente Fértil, apoiando a visão de uma população diversificada por povos que ocuparam a região durante este período de tempo. Em particular, evidências mostram uma forte presença africana subsaariana na região, especialmente entre os natufianos epipaleolíticos de Israel. Estes estudos afirmam que ao longo do tempo as influências subsaarianas teriam se "diluído" na imagem genética devido à miscigenação entre os imigrantes neolíticos do Oriente Próximo e caçadores e coletores autóctones que eles entraram em contato.
Ricaut et al. (2008) associa influências subsaarianas detectadas nas amostras natufianas com a migração de linhagens E1b1b da África Oriental para o Levante, e depois para a Europa. Entrando no mesolítico superior na cultura natufiana, o E1b1b1a2 (E-V13) sub-clado tem sido associado com a expansão da agricultura do Oriente Médio para a Europa, durante ou pouco antes da transição para o neolítico. Linhagens E1b1b1 são encontradas em toda a Europa, mas são distribuídas ao longo de um declive do Sul para o Norte, com um modo E1b1b1a nos Bálcãs. "Recentemente, tem sido proposto que E3b originou-se na África subsaariana e se expandiu para o Oriente Próximo e norte da África no final do Pleistoceno. Linhagens E3b teriam então sido introduzidas a partir do Oriente Próximo para a Europa do Sul por agricultores imigrantes, durante a expansão neolítica". Além disso "uma população mesolítica carregando linhagens do Grupo III com a mutação M35/M215 expandiu-se para o norte da África subsaariana para o Norte da África e Levante. A população de agricultores do Levante que se dispersou na Europa durante e após o neolítico transportou essas linhagens africanas do grupo III M35/M215, juntamente com uma aglomeração de linhagens do Grupo VI é caracterizado pelas mutações M172 e M201.